# Kalifornien-Rundfahrt 2009
| Sieger           | Levi Leipheimer    | 31:28:21 h |
| Zweiter          | David Zabriskie    | + 0:36 min |
| Dritter          | Michael Rogers     | + 0:45 min |
| Vierter          | Jens Voigt         | + 1:10 min |
| Fünfter          | Thomas Lövkvist    | + 1:29 min |
| Sechster         | Vincenzo Nibali    | + 1:35 min |
| Siebter          | Lance Armstrong    | + 1:46 min |
| Achter           | Robert Gesink      | + 1:54 min |
| Neunter          | Tom Danielson      | + 2:24 min |
| Zehnter          | José Luis Rubiera  | + 2:48 min |
| Punktewertung    | Mark Cavendish     | 36 P.      |
| Zweiter          | Vincenzo Nibali    | 22 P.      |
| Dritter          | Fränk Schleck      | 19 P.      |
| Bergwertung      | Jason McCartney    | 39 P.      |
| Zweiter          | Tyler Hamilton     | 22 P.      |
| Dritter          | Serge Pauwels      | 21 P.      |
| Nachwuchswertung | Robert Gesink      | 31:30:15 h |
| Zweiter          | Kevin Seeldraeyers | + 1:03 min |
| Dritter          | Bauke Mollema      | + 3:50 min |
| Teamwertung      | Astana             | 91:28:50 h |
| Zweiter          | Team Saxo Bank     | + 1:40 min |
| Dritter          | Garmin-Slipstream  | + 1:49 min |

Die 4. Kalifornien-Rundfahrt fand vom 14. bis 22. Februar 2009 statt. Sie wurde in einem Prolog und acht Etappen über eine Distanz von 1287 Kilometern ausgetragen. Die Rundfahrt ist Teil der UCI America Tour 2009 und dort in die höchste Kategorie 2. HC eingestuft.
Zum dritten Mal in Folge gewann Levi Leipheimer (Astana).
Nach ihrer Suspendierung nahmen Ivan Basso, Tyler Hamilton und Floyd Landis erstmals wieder an einem internationalen Rennen teil.

## Teilnehmende Teams
UCI ProTour Teams
 ag2r La Mondiale
 Astana
 Garmin-Slipstream
 Liquigas
 Quick Step
 Rabobank
 Team Saxo Bank
 Team Columbia-High Road
UCI Professional Continental Teams
 BMC
 Cervélo
UCI Continental Teams
 Bissell
 Colavita/Sutter Home
 Fly V Australia
 Jelly Belly
 OUCH
 Rock Racing
 Type 1

## Etappen

### Etappenübersicht
| Etappe    | Tag         | Start–Ziel                  | km    | Etappensieger     | Führender         |
| --------- | ----------- | --------------------------- | ----- | ----------------- | ----------------- |
| Prolog    | 14. Februar | Sacramento (EZF)            | 03,9  | Fabian Cancellara | Fabian Cancellara |
| 1. Etappe | 15. Februar | Davis – Santa Rosa          | 173,2 | Francisco Mancebo | Francisco Mancebo |
| 2. Etappe | 16. Februar | Sausalito – Santa Cruz      | 186,6 | Thomas Peterson   | Levi Leipheimer   |
| 3. Etappe | 17. Februar | San José – Modesto          | 167,7 | Thor Hushovd      | Levi Leipheimer   |
| 4. Etappe | 18. Februar | Merced – Clovis             | 185,7 | Mark Cavendish    | Levi Leipheimer   |
| 5. Etappe | 19. Februar | Visalia – El Paso de Robles | 216,1 | Mark Cavendish    | Levi Leipheimer   |
| 6. Etappe | 20. Februar | Solvang (EZF)               | 024   | Levi Leipheimer   | Levi Leipheimer   |
| 7. Etappe | 21. Februar | Santa Clarita – Pasadena    | 143   | Rinaldo Nocentini | Levi Leipheimer   |
| 8. Etappe | 22. Februar | Rancho Bernardo – Escondido | 155,8 | Fränk Schleck     | Levi Leipheimer   |

### Prolog
|    | Fahrer            | Nation             | Team | Zeit         |
| -- | ----------------- | ------------------ | ---- | ------------ |
| 1. | Fabian Cancellara | Schweiz            | SAX  | 0:04:32 h    |
| 2. | Levi Leipheimer   | Vereinigte Staaten | AST  | + 0:01 min   |
| 3. | David Zabriskie   | Vereinigte Staaten | GRM  | + 0:02 min   |
| 4. | Michael Rogers    | Australien         | THR  | gleiche Zeit |
| 5. | Thor Hushovd      | Norwegen           | CTT  | + 0:03 min   |

### 1. Etappe
|    | Fahrer            | Nation             | Team | Zeit         |
| -- | ----------------- | ------------------ | ---- | ------------ |
| 1. | Francisco Mancebo | Spanien            | RRC  | 4:11:07 h    |
| 2. | Levi Leipheimer   | Vereinigte Staaten | AST  | + 1:07 min   |
| 3. | Michael Rogers    | Australien         | THR  | gleiche Zeit |
| 4. | Jens Voigt        | Deutschland        | SAX  | gleiche Zeit |
| 5. | Chris Horner      | Vereinigte Staaten | AST  | gleiche zeit |

|    | Fahrer            | Nation             | Team | Zeit         |
| -- | ----------------- | ------------------ | ---- | ------------ |
| 1. | Francisco Mancebo | Spanien            | RRC  | 4:15:46 h    |
| 2. | Levi Leipheimer   | Vereinigte Staaten | AST  | + 1:02 min   |
| 3. | David Zabriskie   | Vereinigte Staaten | GRM  | + 1:03 min   |
| 4. | Michael Rogers    | Australien         | THR  | gleiche Zeit |
| 5. | Lance Armstrong   | Vereinigte Staaten | AST  | + 1:05 min   |

### 2. Etappe

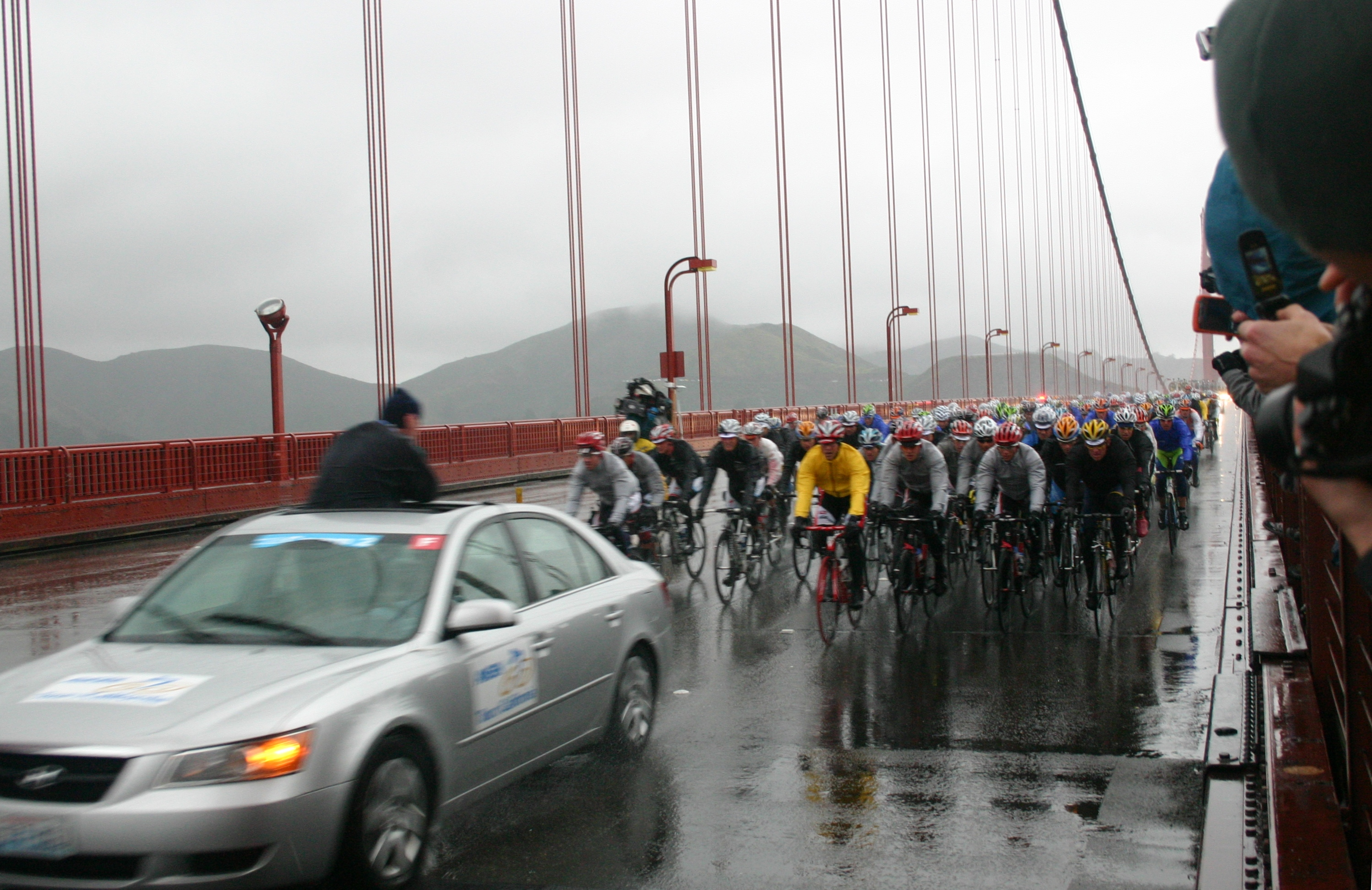
Das Peloton überquert die Golden Gate Bridge

|    | Fahrer          | Nation             | Team | Zeit         |
| -- | --------------- | ------------------ | ---- | ------------ |
| 1. | Thomas Peterson | Vereinigte Staaten | GRM  | 5:06:21 h    |
| 2. | Levi Leipheimer | Vereinigte Staaten | AST  | gleiche Zeit |
| 3. | Michael Rogers  | Australien         | THR  | + 0:20 min   |
| 4. | Chris Horner    | Vereinigte Staaten | AST  | gleiche Zeit |
| 5. | Óscar Sevilla   | Spanien            | RRC  | gleiche Zeit |

|    | Fahrer          | Nation             | Team | Zeit       |
| -- | --------------- | ------------------ | ---- | ---------- |
| 1. | Levi Leipheimer | Vereinigte Staaten | AST  | 9:23:02 h  |
| 2. | Michael Rogers  | Australien         | THR  | + 0:24 min |
| 3. | David Zabriskie | Vereinigte Staaten | GRM  | + 0:28 min |
| 4. | Lance Armstrong | Vereinigte Staaten | AST  | + 0:30 min |
| 5. | Chris Horner    | Vereinigte Staaten | AST  | + 0:34 min |

### 3. Etappe
|    | Fahrer         | Nation                 | Team | Zeit         |
| -- | -------------- | ---------------------- | ---- | ------------ |
| 1. | Thor Hushovd   | Norwegen               | CTT  | 4:28:13 h    |
| 2. | Óscar Freire   | Spanien                | RAB  | gleiche Zeit |
| 3. | Mark Renshaw   | Australien             | THR  | gleiche Zeit |
| 4. | Tyler Farrar   | Vereinigte Staaten     | GRM  | gleiche Zeit |
| 5. | Mark Cavendish | Vereinigtes Konigreich | THR  | gleiche Zeit |

|    | Fahrer          | Nation             | Team | Zeit       |
| -- | --------------- | ------------------ | ---- | ---------- |
| 1. | Levi Leipheimer | Vereinigte Staaten | AST  | 13:51:14 h |
| 2. | Michael Rogers  | Australien         | THR  | + 0:24 min |
| 3. | David Zabriskie | Vereinigte Staaten | GRM  | + 0:28 min |
| 4. | Lance Armstrong | Vereinigte Staaten | AST  | + 0:30 min |
| 5. | Chris Horner    | Vereinigte Staaten | AST  | + 0:34 min |

### 4. Etappe
|    | Fahrer          | Nation                 | Team | Zeit         |
| -- | --------------- | ---------------------- | ---- | ------------ |
| 1. | Mark Cavendish  | Vereinigtes Konigreich | THR  | 4:42:38 h    |
| 2. | Tom Boonen      | Belgien                | QST  | gleiche Zeit |
| 3. | Juan José Haedo | Argentinien            | SAX  | gleiche Zeit |
| 4. | Thor Hushovd    | Norwegen               | CTT  | gleiche Zeit |
| 5. | Tyler Farrar    | Vereinigte Staaten     | GRM  | gleiche Zeit |

|    | Fahrer          | Nation             | Team | Zeit       |
| -- | --------------- | ------------------ | ---- | ---------- |
| 1. | Levi Leipheimer | Vereinigte Staaten | AST  | 18:33:52 h |
| 2. | Michael Rogers  | Australien         | THR  | + 0:24 min |
| 3. | David Zabriskie | Vereinigte Staaten | GRM  | + 0:28 min |
| 4. | Lance Armstrong | Vereinigte Staaten | AST  | + 0:30 min |
| 5. | Chris Horner    | Vereinigte Staaten | AST  | + 0:34 min |

### 5. Etappe
|    | Fahrer            | Nation                 | Team | Zeit         |
| -- | ----------------- | ---------------------- | ---- | ------------ |
| 1. | Mark Cavendish    | Vereinigtes Konigreich | THR  | 5:07:28 h    |
| 2. | Tom Boonen        | Belgien                | QST  | gleiche Zeit |
| 3. | Pedro Horrillo    | Spanien                | RAB  | gleiche Zeit |
| 4. | Francesco Chicchi | Italien                | LIQ  | gleiche Zeit |
| 5. | Thor Hushovd      | Norwegen               | CTT  | gleiche Zeit |

|    | Fahrer          | Nation             | Team | Zeit       |
| -- | --------------- | ------------------ | ---- | ---------- |
| 1. | Levi Leipheimer | Vereinigte Staaten | AST  | 23:41:20 h |
| 2. | Michael Rogers  | Australien         | THR  | + 0:24 min |
| 3. | David Zabriskie | Vereinigte Staaten | GRM  | + 0:28 min |
| 4. | Lance Armstrong | Vereinigte Staaten | AST  | + 0:30 min |
| 5. | Chris Horner    | Vereinigte Staaten | AST  | + 0:34 min |

### 6. Etappe
|    | Fahrer          | Nation             | Team | Zeit       |
| -- | --------------- | ------------------ | ---- | ---------- |
| 1. | Levi Leipheimer | Vereinigte Staaten | AST  | 30:41 min  |
| 2. | David Zabriskie | Vereinigte Staaten | GRM  | + 0:08 min |
| 3. | Gustav Larsson  | Schweden           | THR  | + 0:17 min |
| 4. | Michael Rogers  | Australien         | THR  | + 0:22 min |
| 5. | Jens Voigt      | Deutschland        | SAX  | + 0:30 min |

|    | Fahrer          | Nation             | Team | Zeit       |
| -- | --------------- | ------------------ | ---- | ---------- |
| 1. | Levi Leipheimer | Vereinigte Staaten | AST  | 24:12:00 h |
| 2. | David Zabriskie | Vereinigte Staaten | GRM  | + 0:36 min |
| 3. | Michael Rogers  | Australien         | THR  | + 0:46 min |
| 4. | Jens Voigt      | Deutschland        | SAX  | + 1:10 min |
| 5. | Thomas Lövkvist | Schweden           | THR  | + 1:29 min |

### 7. Etappe
|    | Fahrer            | Nation      | Team | Zeit         |
| -- | ----------------- | ----------- | ---- | ------------ |
| 1. | Rinaldo Nocentini | Italien     | ALM  | 3:24:44 h    |
| 2. | Hayden Roulston   | Neuseeland  | CTT  | gleiche Zeit |
| 3. | Pieter Weening    | Niederlande | RAB  | gleiche Zeit |
| 4. | Markus Zberg      | Schweiz     | BMC  | + 0:07 min   |
| 5. | Martin Elmiger    | Schweiz     | ALM  | gleiche Zeit |

|    | Fahrer          | Nation             | Team | Zeit       |
| -- | --------------- | ------------------ | ---- | ---------- |
| 1. | Levi Leipheimer | Vereinigte Staaten | AST  | 27:39:02 h |
| 2. | David Zabriskie | Vereinigte Staaten | GRM  | + 0:36 min |
| 3. | Michael Rogers  | Australien         | THR  | + 0:46 min |
| 4. | Jens Voigt      | Deutschland        | SAX  | + 1:10 min |
| 5. | Thomas Lövkvist | Schweden           | THR  | + 1:29 min |

### 8. Etappe
|    | Fahrer           | Nation             | Team | Zeit         |
| -- | ---------------- | ------------------ | ---- | ------------ |
| 1. | Fränk Schleck    | Luxemburg          | SAX  | 3:48:40 h    |
| 2. | Vincenzo Nibali  | Italien            | LIQ  | gleiche Zeit |
| 3. | George Hincapie  | Vereinigte Staaten | THR  | + 0:39 min   |
| 4. | Rory Sutherland  | Australien         | OCM  | gleiche Zeit |
| 5. | Grischa Niermann | Deutschland        | RAB  | gleiche Zeit |

|    | Fahrer          | Nation             | Team | Zeit       |
| -- | --------------- | ------------------ | ---- | ---------- |
| 1. | Levi Leipheimer | Vereinigte Staaten | AST  | 31:28:21 h |
| 2. | David Zabriskie | Vereinigte Staaten | GRM  | + 0:36 min |
| 3. | Michael Rogers  | Australien         | THR  | + 0:46 min |
| 4. | Jens Voigt      | Deutschland        | SAX  | + 1:10 min |
| 5. | Thomas Lövkvist | Schweden           | THR  | + 1:29 min |

## Wertungen im Tourverlauf
Die Tabelle zeigt den Führenden in der jeweiligen Wertung nach der jeweiligen Etappe an.
|           | Gesamtwertung     | Sprintwertung     | Bergwertung           | Nachwuchswertung | Teamwertung   | Kämpferischster Fahrer |
| --------- | ----------------- | ----------------- | --------------------- | ---------------- | ------------- | ---------------------- |
| Prolog    | Fabian Cancellara | Levi Leipheimer   | keine Punkte vergeben | Mark Cavendish   | Team Columbia | Lance Armstrong        |
| 1. Etappe | Francisco Mancebo | Francisco Mancebo | Francisco Mancebo     | Robert Gesink    | Astana        | Ivan Basso             |
| 2. Etappe | Levi Leipheimer   | Francisco Mancebo | Francisco Mancebo     | Robert Gesink    | Astana        | Ben Jacques-Maynes     |
| 3. Etappe | Levi Leipheimer   | Francisco Mancebo | Francisco Mancebo     | Robert Gesink    | Astana        | Bradley White          |
| 4. Etappe | Levi Leipheimer   | Francisco Mancebo | Francisco Mancebo     | Robert Gesink    | Astana        | Tyler Hamilton         |
| 5. Etappe | Levi Leipheimer   | Mark Cavendish    | Francisco Mancebo     | Robert Gesink    | Astana        | Matthew Crane          |
| 6. Etappe | Levi Leipheimer   | Mark Cavendish    | Francisco Mancebo     | Robert Gesink    | Astana        | George Hincapie        |
| 7. Etappe | Levi Leipheimer   | Mark Cavendish    | Jason McCartney       | Robert Gesink    | Astana        | Christian Vande Velde  |
| 8. Etappe | Levi Leipheimer   | Mark Cavendish    | Jason McCartney       | Robert Gesink    | Astana        | Fränk Schleck          |

- Auf Etappe 2 trug Tim Johnson das grüne Trikot und David Kemp das rote Trikot
- Auf Etappe 3 und 5 trug Jason McCartney das rote Trikot
- Auf Etappe 4 trug Bauke Mollema das rote Trikot